# Allards clownvis
De Allards clownvis (Amphiprion allardi) is een vis van het geslacht Amphiprion.

## Biotoop en beschrijving
De clownvis komt voor in de koraalriffen langs de oostkust van Kenia en Mozambique. De soort wordt 14 centimeter lang en heeft een donkerbruin tot zwarte buik met twee brede witte of felblauwe brede strepen. De kop en de vinnen op borst buik en rug zijn geel en de staartvin is wit. Het vrouwelijke exemplaar is beduidend groter dan het mannelijke. De soort leeft in symbiose met drie anemoonsoorten, de Entacmaea quadricolor, de Heteractis auroa en de Stichodactyla mertensii. De soort werd door Herbert Axelrod vernoemd naar Jack Allard, nadat Axelrod de basis van Allard had bezocht in Kenia.